# Marc-Joseph Marion du Fresne

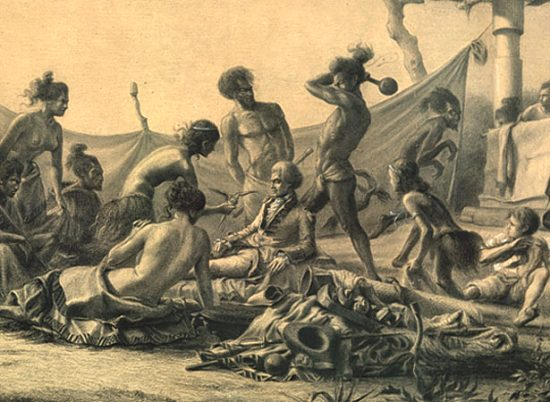

Marc-Joseph Marion du Fresne, född 22 maj 1724 i Saint-Malo, död 12 juni 1772 på Nya Zeeland, var en fransk upptäcktsresande som han hann göra ett flertal resor på världens hav. Vid 11 års ålder gick han med i Franska ostindiska kompaniet på skeppet Duc de Bourgogne. Under Österrikiska tronföljdskriget och Sjuårskriget (Pommerska kriget) tjänstgjorde han i franska flottan. Efter krigen fortsatte han segla till Ostindien för att sedermera bosätta sig i Port Louis på Mauritius. 1769 upplöstes Franska ostindiska kompaniet och du Fresne blev arbetslös. 
Han lyckades dock få två skepp och ett uppdrag att föra hem Ahu-toru, en tahitier som förts till Paris men därefter bara till Mauritius, samt att leta efter Antarktis. Ahu-toru dog av smittkoppor strax efter att de lämnat Port Louis. Antarktis hittade han inte heller. Däremot hittade dem Prins Edwardöarna, vars större ö fått namnet Marion Island efter du Fresne, och Crozetöarna innan de seglade till Australien. Han stannade ett par dagar i Tasmanien där Marion Bay är uppkallad efter honom. 25 mars 1772 siktade han Mount Egmont på Nya Zeeland och bestämde sig för att kalla berget Pic Mascarin, utan att känna till att James Cook hade gett berget namnet Mount Egmont tre år tidigare. Förhållandet mellan fransmännen och Maorierna var goda till en början. Men efter att fransmännen brutit ett tabu slog maorierna ihjäl du Fresne och tolv ur besättningen 12 juni 1772.